# Epsilon grandipunctatum
Epsilon grandipunctatum  (лат.) — вид одиночных ос (Eumeninae).

## Распространение
Юго-Восточная Азия: Филиппины.

## Описание
Длина осы 9 мм. Окраска чёрная с желтыми пятнами и перевязями. По некоторым признакам напоминает одиночных ос вида Epsilon dyscherum Saussure, 1853. Взрослые самки охотятся на личинок насекомых для откладывания в них яиц и в которых в будущим появится личинка осы.